# Маркович, Эман
Эман Маркович (норв. Eman Marković; род. 8 мая 1999, Квинесдал, Вест-Агдер) — норвежский футболист, полузащитник клуба «Гётеборг».

## Клубная карьера
Футболом начинал заниматься в клубе «Люнгдал». В 2015 году попал в систему «Молде», где провёл три с половиной года. В 2017 году стал привлекаться к тренировкам с основой. 4 июня впервые попал в заявку клуба на матч чемпионата Норвегии с «Сапсборгом 08», но на поле не появился. 1 июня 2018 года подписал первый профессиональный контракт на два года с клубом боснийской Премьер-лиги «Зриньски». 5 августа в третьем туре нового чемпионата дебютировал за клуб в чемпионате Боснии в игре против «Железничара», появившись на поле в конце второго тайма. По итогам сезона вместе с клубом занял второе место в турнирной таблице и стал серебряным призёром чемпионата. 8 июля 2019 года покинул клуб.
7 августа 2019 года подписал контракт со «Стартом» из Кристиансанна, рассчитанный на четыре с половиной года. В первый сезон принял участие в девяти играх второго по значимости дивизиона Норвегии. По итогам года «Старт» вышел в Элитсерию. 17 июня 2020 года Маркович дебютировал в чемпионата Норвегии во встрече со «Стрёмсгодсетом». Он появился на поле в стартовом составе и на 73-й минуте забил гол, благодаря чему принёс своей команде ничью. Следующий сезон «Старт» провёл снова в первом дивизионе, Маркович принял участие во всех 30 матчах сезона и забил 16 мячей.
25 февраля 2022 года перешёл в шведский «Норрчёпинг», подписав с клубом четырёхлетний контракт.

## Карьера в сборной
Выступал за различные юношеские сборные Норвегии. В июле 2018 года в составе сборной до 19 лет принимал участие в чемпионате Европы в Финляндии. В первом матче против Португалии Маркович забил единственный мяч своей команды, что не уберегло норвежцев от поражения. По результатам группового этапа сборная Норвегии заняла третью строчку в турнирной таблице, что позволило попасть в стыковые матчи за попадание на первенство мира.
В мае 2019 года участвовал в чемпионате мира среди молодёжных команд в Польше. Сыграл во всех трёх играх группового этапа. В заключительной игре с Гондурасом норвежцы победили с разгромным счётом 12:0, а Эман забил один из мячей своей команды.

## Достижения
Зриньски
- Серебряный призёр чемпионата Боснии и Герцеговины: 2018/19

## Клубная статистика
| Выступление      | Выступление      | Выступление      | Лига | Лига | Кубки | Кубки | Конт. кубки | Конт. кубки | Разное | Разное | Итого | Итого |
| Клуб             | Лига             | Сезон            | Игры | Голы | Игры  | Голы  | Игры        | Голы        | Игры   | Голы   | Игры  | Голы  |
| ---------------- | ---------------- | ---------------- | ---- | ---- | ----- | ----- | ----------- | ----------- | ------ | ------ | ----- | ----- |
| Зриньски         | Премьер-лига     | 2018/19          | 13   | 1    | 1     | 0     | 0           | 0           | 0      | 0      | 14    | 1     |
| Зриньски         | Итого            | Итого            | 13   | 1    | 1     | 0     | 0           | 0           | 0      | 0      | 14    | 1     |
| Старт            | ОБОС-лига        | 2019             | 9    | 0    | 0     | 0     | 0           | 0           | 2      | 0      | 11    | 0     |
| Старт            | Элитсерия        | 2020             | 28   | 1    | 0     | 0     | 0           | 0           | 0      | 0      | 28    | 1     |
| Старт            | ОБОС-лига        | 2021             | 30   | 16   | 1     | 1     | 0           | 0           | 0      | 0      | 31    | 17    |
| Старт            | Итого            | Итого            | 67   | 17   | 1     | 1     | 0           | 0           | 2      | 0      | 70    | 18    |
| Всего за карьеру | Всего за карьеру | Всего за карьеру | 80   | 18   | 2     | 1     | 0           | 0           | 2      | 0      | 84    | 19    |